# Mecynorhina polyphemus
Mecynorhina polyphemus är en skalbaggsart som beskrevs av Fabricius 1781. Mecynorhina polyphemus ingår i släktet Mecynorhina och familjen Cetoniidae. Utöver nominatformen finns också underarten M. p. confluens.